# صوفيا بليك

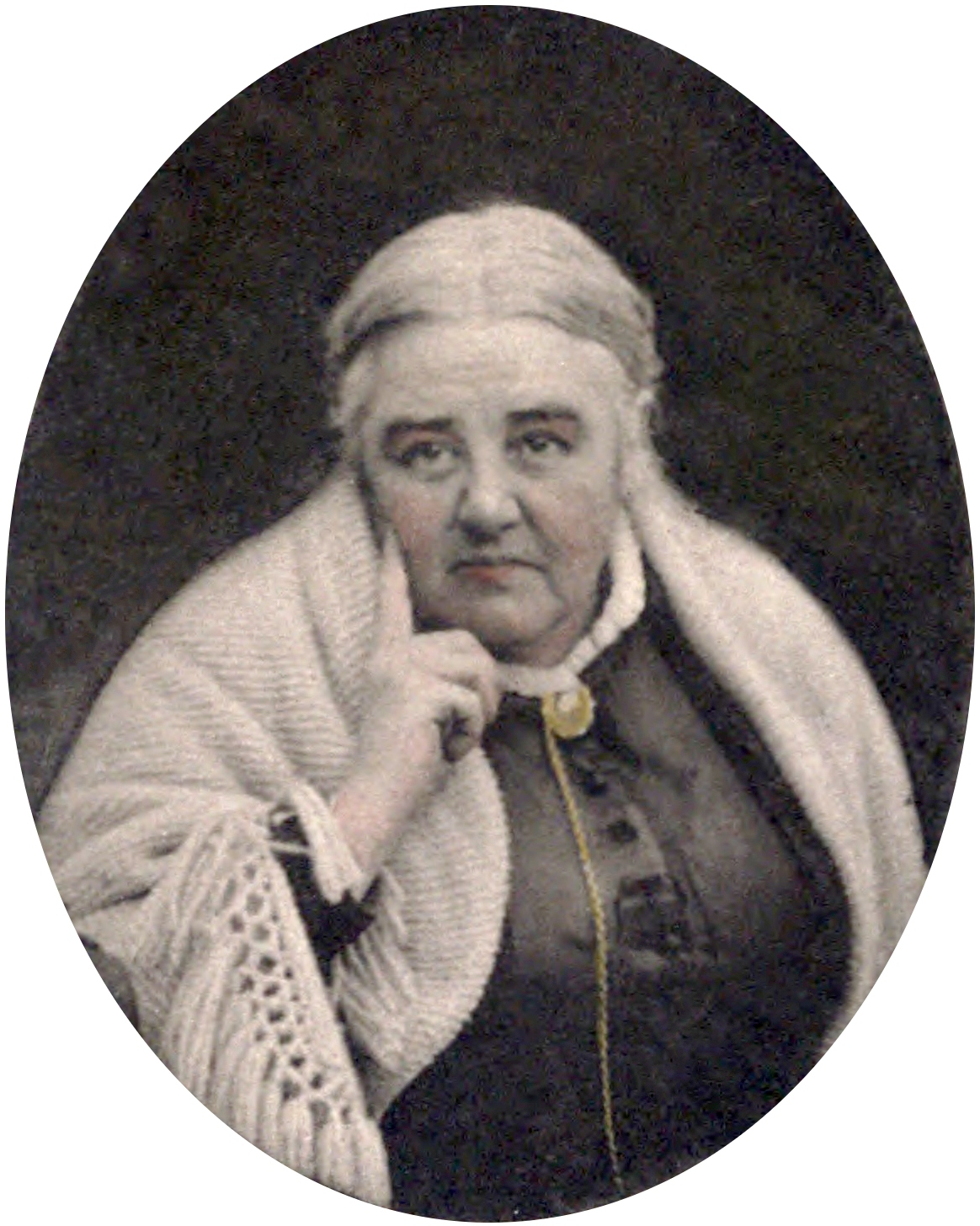
صوفيا بليك

صوفيا لوسيا جيكس بليك (بالإنجليزية: Sophia Jex-Blake) (21 يناير 1840 - 7 يناير 1912) هي طبيبة ومدرسة إنجليزية. تعتبر أول طبيبة في المملكة المتحدة.
صوفيا لويزا جيكس بليك (21 يناير 1840 -7 يناير 1912) طبيبة إنجليزية، ومعلمة، ونسوية. قادت حملة لضمان حصول المرأة على التعليم الجامعي عندما بدأت هي وست نساء أخريات، عُرفت مجموعتهم باسم إدنبرة السبعة، دراسة الطب في جامعة إدنبرة في عام 1869. كانت أول طبيبة تمارس الطب في اسكتلندا، وواحدة من أولى الطبيبات في المملكة المتحدة لبريطانيا العظمى وأيرلندا، وشاركت في تأسيس مدرستين طبيتين للنساء، في لندن وإدنبرة في وقت لم تكن هناك مدارس طبية أخرى تدرب النساء.

## المؤهلات النهائية لتصبح طبيبة
في عام 1874 ساعدت صوفيا جيكس بليك في إنشاء مدرسة لندن للطب للنساء، لكنها استمرت أيضًا في الحملات والدراسة. سرعان ما تبع ذلك القانون الطبي (39 و40 الفيكتوري، الفصل 41)، والذي اعتبر إجراءً لإلغاء القانون السابق مع السماح أيضًا للسلطات الطبية بترخيص جميع المتقدمين المؤهلين أيًا كان جنسهم. كانت أول منظمة استفادت من هذا التشريع الجديد هي الكلية الملكية للأطباء في أيرلندا، ولكن قبل أن تقدم جيكس بليك إليها، اجتازت الاختبارات الطبية في جامعة برن وحصلت على درجة الماجستير في الطب في يناير 1877. بعد أربعة أشهر، حققت نجاحًا إضافيًا في دبلن وحصلت على ترخيص من كلية كينغ آند كوينز للأطباء في أيرلندا وأصبح بإمكانها أن تسجل أخيرًا في المجلس الطبي العام، وهي ثالث طبيبة مسجلة في البلاد.

## مهنة الطب
عادت جيكس بليك إلى إدنبرة، حيث استأجرت منزلًا في مانور بالس 4 وفي يونيو 1878، ووضعت لوحتها المعدنية –كانت أول طبيبة في إدنبرة. بعد ثلاثة أشهر، افتتحت عيادة خارجية في شارع 73 غروف، فاونتن بريدج، حيث تمكنت النساء الفقيرات من الحصول على رعاية طبية مقابل بضعة بنسات. بعد وفاة والدتها في عام 1881، مرت صوفيا جيكس بليك بفترة من الانطوائية الاكتئابية. نُقل المستوصف الموسع بحلول عام 1885 إلى مبنى أكبر في شارع 6 غروف وأضيف جناح صغير مكون من خمسة أسرة. وهكذا أصبحت العيادة الخارجية الصغيرة مستشفى ومستوصف للنساء في إدنبرة. كان هذا أول مستشفى في اسكتلندا للنساء وجميع من عمل فيه من النساء.
في عام 1886 أسست مدرسة إدنبرة للطب للنساء. مكّن هذه المدرسة على نحو فعال، والتي هي فئة صغيرة خارج أسوار الجامعة، حفنة صغيرة من الأطباء الذكور المؤيدين للإناث والمرتبطين بجامعة إدنبرة، فقدموا دروسًا خارج أسوارها مفتوحة للرجال والنساء (وهو ما لم تستطع الجامعة منعه). وكان من بين الطلاب الأوائل إلسي إنغلس وغريس روس كاديل وشقيقتها جورجينا، ولكن مهارة جيكس بليك كمعلمة لم تتوافق مع وظيفتها كطبيبة. ظهر انقسام حاد مع طلابها بلغ ذروته في قضية محكمة سيئة السمعة في عام 1889، ونجحوا في مقاضاة جيكس بليك للحصول على تعويضات. وبعد ذلك تابعت الأخوات كاديل دراستهن مع إلسي إنغلس، التي أنشأت مدرسة منافسة، وهي كلية إدنبرة للطب للنساء، وإن كانت أصغر سنًا بكثير. وصلت مدرسة جيكس بليك إلى نهايتها الفعلية في عام 1892 عندما بدأت جامعة إدنبرة في استقبال الطالبات. استمرت كلية إلسي إنغلس حتى عام 1916، عندما اندمجت مع كلية الطب في الكليات الملكية في إدنبرة في قاعة الجراحين.
عاشت جيكس بليك وبقيت تمارس مهنتها لمدة 16 عامًا في المنزل المعروف باسم برونتسفيلد لدج في وايتهاوس لون. عندما تقاعدت في عام 1889، انتقلت مستشفى إدنبرة ومستوصف النساء والأطفال إلى هذا الموقع، وأصبحت تُعرف باسم مستشفى برونتسفيلد، حيث استمرت في العمل في الموقع حتى عام 1989.

## كفاحها لتصبح طبيبة
اضطرت مع زميلاتها إلى فرض حصار على جامعة إدنبرة لكى تقبلهن في الجامعة حتى تم لها ولهن ما أردن، وبذلك فتحت الأبواب أمامهن لتعلم وممارسة مهنة الطب .

## وفاتها
توفيت صوفيا بليك في 7 يناير 1912 ودفنت في روزرفيلد، انجلترا . وقد أحيت جامعة إدنبرة ذكرى صوفيا بليك بتعليق لوحة تذكارية عند مدخل المدرسة الطبية التابعة لها وتم تكريمها باسم «الطبيبه رائدة التعليم الطبي للنساء في بريطانيا، خريجة من الجامعة» .

## روابط خارجية
- صوفيا بليك على موقع الموسوعة البريطانية (الإنجليزية)